# Джентилуомо, Джованни
Джованни Джентилуомо (итал. Giovanni Gentiluomo; 9 июня 1809, Вена — 21 марта 1866, Вена) — австрийский музыкальный педагог и художник.

## Биография
Сын художника-портретиста, получил художественное образование. В молодости расписал алтарную часть евангелической церкви в Клуже.
О музыкальном образовании Джентилуомо ничего неизвестно. Однако уже к середине 1830-х гг. он сделался популярным учителем вокала в Вене. Среди его учеников были Магдалена Беренд-Брандт, Йозеф Генсбахер, Луи фон Биньо, Леопольдина Херренбург-Тучек, а также сёстры Шпацер — Антония (в дальнейшем Шпацер-Пальм) и Луиза, в 1835 году в возрасте 15 лет вышедшая за своего наставника замуж. С 1841 г. директор хора в Ганноверской опере, затем вернулся в Вену и работал педагогом-репетитором в Кернтнертортеатре. С 1853 г. в Пеште, весной 1855 г. открыл здесь собственную школу вокалистов, однако уже осенью того же года руководил классом вокала в одной из музыкальных школ Вены. В 1860 г. вместе с Францем фон Зуппе готовил хор Театра Ан дер Вин к представлению «Нормы» Виченцо Беллини. С 1863 г. руководитель вокального класса Венской придворной оперной школы.